# تيسا كينيدي
تيسا كينيدي (بالإنجليزية: Tessa Kennedy)‏ هي مصممة ديكور ‏ بريطانية، ولدت في 6 ديسمبر 1938 في غلدفورد في المملكة المتحدة.